# دفاعا عن حقوق الرجال

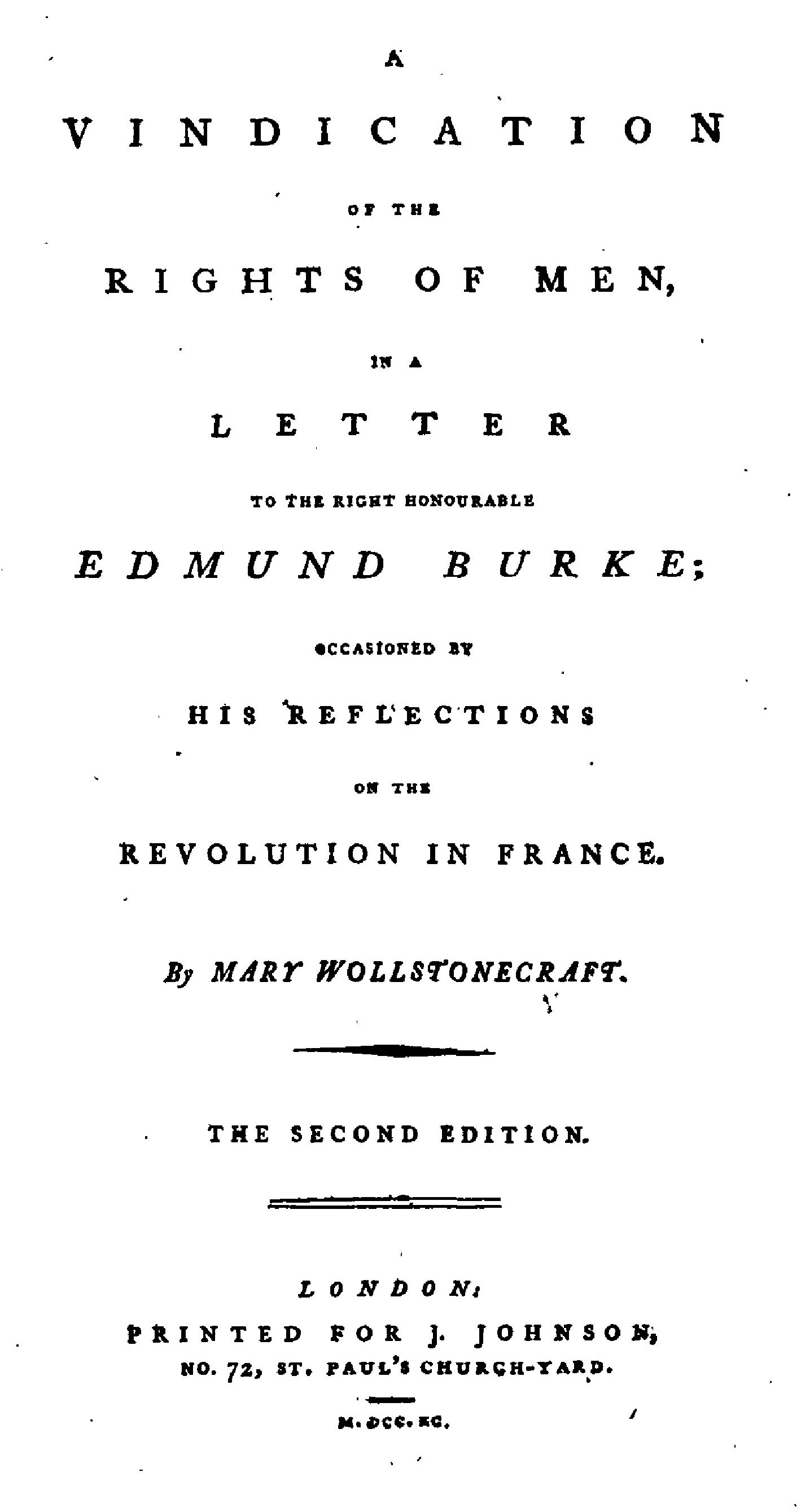
صفحة العنوان من النسخة الثانية من كتاب دفاعا عن حقوق الرجال، وهو الكتاب الأول الذي يحمل اسم وولستونكرافت

دفاعا عن حقوق الرجال هي رسالة موجهة إلي الوزير المبجل إدموند بروك، رداً علي كتابه (الانعكاسات علي الثورة في فرنسا) (1790) هو كتيب سياسي، كتبته الناشطة الأنثوية البريطانية ماري وولستونكرافت والذي هاجمت فيه الأرستقراطية (حكم النبلاء) ودعت إلي الجمهورياتية (الحكم للشعب). ويعتبر كتيب وولستونكرافت هو أول كتيب حرب تم نشره رداً علي نشرإدمون بروك كتاب (إنعاكاسات علي الثورة في فرنسا)، والذي دافع فيه عن الدستور الملكي والأرستقراطية وكنيسة إنجلترا.
لم تكتف وولستونكرافت بمهاجمة امتياز وراثة الملك فقط بل البلاغة الذي استخدمها بروك للدفاع عن افكاره ايضاً. هذا وقد استنكر معظم ساخري بروك مما وصفوه بالشفقة المصتنعة لماري انطوانيت، لكن علي النقيض كانت وولستونكرافت مغرمة بلغة بروك المنحازة لجنس الذكور. حيث ذكرت المصطلحين (المتسامي) و(الجمال) الذي اسسهم بروك بنفسه في كتابه (البحث الفلسفي في أصول افكارنا حول التسامي والجمال)، كما انها احتفظت باسلوبه البلاغي والجدلي. وفي مقالة نقدية أنثوية جرئية –والتي أكدت إحدي طالبات وولستونكرافت (كلوديا جونسون) علي انها مقالة غير مسبوقة في قوة حججها - شنت وولستونكرافت هجوماً علي تبريرات بروك لبناء مجتمع متساو والذي يقوم علي سلب المرأة من كل حقوقها واعتبارها نكرة.
في محاولة لتقديم حجج لبيان مميزات الجمهورية، أعتمدت وولستونكرافت علي مقارنة أخلاقيات الطبقة الوسطي الناشئة بما وصفته بأخلاقيات الطبقة الأرستقراطية الشيطانية. وجرياً علي معتقدات عصر التنوير المتقدم، سخرت الكاتبة من بروك لتمسكه بالعادات والأعراف. هذا وقد وصفت ما اسمته الحياة في العالم المثالي حيث تمتلك كل أسرة ارضاً زراعية لسد احتياجتها الأساسية. لقد ناقضت وولستونكرافت مفهوم بروك المغلوط (الطاولة المسرحية) بصورة المجتمع الفضلي أو ما ادعت بانه الإحساس الحقيقي للبشرية.
حقق (حقوق الرجال) نجاحاً كبيراً، حيث تم مراجعته من قبل كل الدوريات الكبري في اليوم وتم نفاذ الطبعة الاولي من الكتاب في ثلاث اسابيع. ولكن بمجرد نشر الطبعة الثانية-التي تحمل اسم وولستونكرافت علي مجلد الكتاب- بدأ تقييم المنشور ليس باعتباره كتيب سياسي فقط بل بانه عمل مكتوب من إمراة ايضاًَ.ولقد قارن النقاد بين عاطفة وولستونكرافت ومنطق بروك حيث تحدثوا بشكل متنازل عن المنشور ومؤلفته. ولقد ساد هذا التحليل لكتاب(حقوق الرجال) حتي السبعينيات من القرن الماضي، إلي ان بدأت الطالبات الأنثويات بقراءة كتب وولستونكرافت بحرص أكثر ولفت الأنتباه إلي المذهب العقلاني علي حساب المذهب العاطفي النسائي.

## الظروف التاريخية
لقد تم كتابة الدفاع عن حقوق الرجال لمناهضة خلفية الثورة الفرنسية والجدالات التي أثيرت في بريطانيا. في هذا الكتيب الحربي المتسم بالحيوية واحياناً بالشر، والذي يشار به اليوم إلي ثورة الجدل التي امتدت أحداثها منذ 1789 حتي أواخر 1795، قام الساسة البريطانيون بالأحتجاج ضد شرعية النظام الملكي، حيث عقب أحد العلماء علي ذلك «انه من المحتمل ان تكون أخر المناقشات الحقيقة بالنسبة لأسس السياسة في بريطانيا». لقد كانت قوة الإثارة الشعبية في فرنسا الثورية، التي ظهرت بوضوح في أحداث ملعب التنس أوث واقتحام سجن البستيل عام 1789، أثارها في تعضيد حركة الإصلاح البريطاني، التي أخذت في الإضمحلال لمدة عشر سنوات. لذلك تم إحياء جهود إصلاح نظام الانتخابات البريطاني وتوزيع مقاعد مجلس العموم توزيعاً عادلاً.
أثار نشر كتاب انعكاسات علي الثورة في فرنسا لإدموند بيرك في نوفمبر 1790 الكثير من الجدالات في التسعينيات من القرن الثامن عشر. لقد توقع المعلقون في بريطانيا انحياز بروك لثورة فرنسا، حيث كان عضواً سابقاًَ بالحزب اليميني الليبرالي، وناقداً للنظام الملكي، وداعماً لثورة أمريكا، ومدعياً عامأ للحكومة علي المخالفات في الهند. عندما فشل في تحقيق تلك التوقعات، أصاب العامة بالصدمة وأثار غضب محبوه ومدعموه. فعلي الرغم من سعر كتاب بروك الغالي المقدر بثلاثة شلن، تم بيع أكثر من ثلاثين ألف نسخة من الكتاب خلال عامين. ثم جاء رد توماس باين المشهور في كتابه حقوق الإنسان(1792)، الذي يعد بمثابة ساحة دموع بالنسبة للكثير، والذي تجاوزت مبيعاته كتاب بروك، حيث تم بيع أكثر من مائتي ألف نسخة.
نشر كتاب حقوق الرجال لولستونكرافت بعد كتاب بروك انعكاسات بعدة أسابيع. بينما كان بروك يدعم الأرستقراطية والملكية والكنيسة الموجودة، دافع الليبراليون أمثال وليم جودوين وباين ولستونكرافت عن الجمهورياتية والاشتراكية الزراعية والفوضي السياسية والتسامح الديني. يعتبر معظم هؤلاء في ذلك الوقت متطرفون مدعمون لأهداف مماثلة: الحريات الشخصية والفضلية المدنية. فضلاً عن توحيدهم ضد الانتقادات الواسعة عن نفس الشأن: معارضة الولع بالقتال ودورها في فساد الحكومة، ومعارضة الأرستقراطية والحكم الملكي اللذين كانوا يعتقدوا انهما يتحكمان في مصير الشعب بشكل غير قانوني.

## الملاحظات
1. ↑  Johnson, 27; see also, Todd, 165.
2. ↑  Qtd. in Butler, 1.
3. ↑  Barrell and Mee, "Introduction", xi–xii.
4. ↑  Butler, 33; Kelly, 85.
5. ↑  Butler, 34–35.
6. ↑  Butler, 108.
7. ↑  Butler, 1.
8. ↑  Butler, 3–4.